# گری مک شفری
گری مک شفری (انگلیسی: Gary McSheffrey؛ زادهٔ ۱۳ اوت ۱۹۸۲) بازیکن فوتبال اهل بریتانیا است.
از باشگاه‌هایی که در آن بازی کرده‌است می‌توان به باشگاه فوتبال ناتینگهام فارست، باشگاه فوتبال چسترفیلد، باشگاه فوتبال کاونتری سیتی، باشگاه فوتبال اسکانتورپ یونایتد، باشگاه فوتبال گریمزبی تاون، باشگاه فوتبال لیدز یونایتد، باشگاه فوتبال دونکستر راورز، باشگاه فوتبال بیرمنگام سیتی، باشگاه فوتبال ایستلی، باشگاه فوتبال استوک‌پورت کانتی، و باشگاه فوتبال لوتون تاون اشاره کرد.
وی همچنین در تیم ملی فوتبال زیر ۲۰ سال انگلستان بازی کرده‌است.